# Regina Seondeok di Silla
Seondeok (nata Kim Deokman; ... – Silla, 17 febbraio 647) fu una regina regnante coreana, ventisettesima sovrana di Silla e prima donna a portare la corona. Regnò dal 632 al 647, e incoraggiò la rinascita del pensiero, della letteratura e dell'arte a Silla.

## Biografia

### Selezione come erede
Prima di diventare regina, Seondeok era conosciuta come principessa Deokman (덕만?, 德曼?). La sua data di nascita non è riportata. Secondo il Samguk Sagi, era la prima delle figlie di re Jinpyeong di Silla; secondo altri registri storici, invece, era la secondogenita, molto più giovane della sorella maggiore, la principessa Cheonmyeong. Suo nipote, il figlio di Cheonmyeong, alla fine diventò re Muyeol di Silla, mentre l'altra sorella di Seondeok, la principessa Seonhwa, sposò Mu di Baekje e diventò la madre di re Uija di Baekje. L'esistenza di Seonhwa è controversa a causa della scoperta nel 2009 di una prova che indicherebbe la regina Sataek come madre di Uija.
Poiché non aveva figli maschi, Jinpyeong scelse Seondeok come sua erede. Anche se senza precedenti, questa azione probabilmente non fu del tutto sconvolgente dato che a Silla le donne avevano già un certo grado di influenza come consulenti, regine vedove e reggenti; lo stesso Jinpyeong ottenne il trono grazie a un colpo di stato organizzato dalla concubina Mishil. In tutto il regno, le donne erano capofamiglia, dato che la linea matrilineare di successione esisteva accanto a quella patrilineare. A Silla, la condizione della donna era relativamente alta, ma c'erano ancora restrizioni sul comportamento e sulla condotta di una donna, ed erano scoraggiate dall'intraprendere attività considerate poco femminili. Comunque, il successo del regno di Seondeok facilitò l'accettazione di altre due regine regnanti a Silla.

### Regno
Nel 632 Seondeok diventò l'unica sovrana di Silla e regnò fino al 647. Fu la prima delle tre sovrane del regno: a lei seguirono, in tempi diversi, Jindeok e Jinseong; la prima era sua cugina e regnò subito dopo di lei fino al 654.
Il regno di Seondeok iniziò nel bel mezzo di una ribellione, e le lotte nel vicino regno di Baekje furono spesso per lei causa di preoccupazione. Tuttavia, nei suoi quattordici anni di regno, usò la sua intelligenza a proprio vantaggio e, quando Baekje invase Silla, stipulò un'alleanza con Goguryeo. Quando anche quest'ultimo si rivoltò contro Silla, rafforzò i legami con la Cina dei Tang. Mantenne unito il regno e inviò emissari reali e studiosi in Cina, e giovani coreani per imparare le arti marziali. A lei viene anche accreditata la prima formulazione di un codice cavalleresco coreano.
Come l'imperatrice Wu e il proprio padre, fu attratta dal buddismo e presiedette il completamento di molti templi; una delle strutture più notevoli fu una pagoda di legno a nove piani a Hwangnyongsa. Anche Bunhwangsa e Yeongmyosa furono costruiti sotto la sua egida.
Seondeok fece anche costruire il Cheomseongdae, il primo osservatorio astronomico dell'Estremo Oriente. La torre svetta ancora nell'antica capitale di Silla, Gyeongju, in Corea del Sud. Lavorò anche per ridurre la povertà.
Nel primo mese lunare del 647, Bidam guidò una rivolta all'insegna dello slogan "un sovrano donna non può governare il paese" (여자 군주는 나라를 잘 다스릴 수 없다?, 女主不能善理?). La leggenda dice che, durante la rivolta, una stella cadde e fu interpretata dai seguaci di Bidam come un segno della fine del regno della regina. Kim Yushin, generale dell'esercito reale dal 629, consigliò a Seondeok di far volare un aquilone in fiamme a indicare che la stella era tornata al suo posto. Circa dieci giorni dopo la rivolta di Bidam, lui e trenta dei suoi uomini furono giustiziati. Seondeok, però, era già morta (l'ottavo giorno del primo mese lunare, ovvero il 7 febbraio) e sua cugina era salita al trono come regina Jindeok. Le cause e le circostanze della sua morte sono sconosciute. Secondo il Samguk Sagi, Seondeok chiese di essere seppellita nel Trāyastriṃśa buddhista; quando i suoi sottoposti non capirono cosa intendesse, precisò che si trattava della cima del monte Nangsan. La sua tomba si trova a Wolseong-dong, Gyeongju, ed è stata designata sito storico numero 182 della Repubblica di Corea il 27 agosto 1969. Il sepolcro è alto 6,8 metri e ha forma rotonda, del diametro di 23,6 metri.

## Leggende
Si ritiene che la selezione di Seondeok come erede di suo padre fu giustificata da diverse manifestazioni di un'intelligenza precoce già da quando era ancora principessa. Una di queste storie (narrata sia nel Samguk Sagi che nel Samguk Yusa) racconta che suo padre aveva ricevuto una scatola di semi di peonia dall'imperatore Taizong, accompagnata da un dipinto che mostrava come fossero i fiori. Guardando il dipinto, la giovane Seondeok affermò che i fiori erano carini, ma che fosse un peccato che non avessero profumo: "Se fossero profumati, ci sarebbero farfalle e api attorno ai fiori del dipinto". La sua osservazione si dimostrò corretta.
Ci sono altri due scritti che parlano dell'insolita abilità di Seondeok di percepire gli eventi prima del loro verificarsi. Uno dice che Seondeok una volta sentì molte rane bianche gracidare vicino al laghetto del Portale di Giada in inverno, e lo interpretò come un imminente attacco di Baekje (le rane gracidanti erano viste come soldati arrabbiati) nel nord ovest di Silla (il bianco in astronomia rappresenta l'ovest) nella Valle delle Donne (il Portale di Giada era associato con le donne). Quando mandò là i suoi generali, questi catturarono duemila soldati di Baekje.
Il secondo parla della sua morte. Alcuni giorni prima di morire, Seondeok radunò i suoi funzionari e disse loro di seppellirla, alla sua morte, vicino al Dori-cheon (忉利天, "Il cielo dei meriti addolorati"). Decenni dopo la sua morte, il trentesimo re di Silla, Munmu, costruì il Sacheonwang-sa (四天王寺, "Tempio dei quattro re del cielo") nella tomba di Seondeok: allora, i nobili si resero conto che uno dei detti di Buddha, "Il Dori-cheon è sopra il Sacheonwang-cheon", era stato realizzato dalla regina.

## Famiglia
- Padre: Re Jinpyeong (567-632)
- Madre: Kim Bokhilgu, la dama Maya
- Sorelle:

1. Principessa Cheonmyeong. Prima o seconda figlia, conosciuta postuma come Regina Vedova Munjeong.
2. Principessa Seonhwa. Terza figlia. Secondo il Samguk Yusa, fu la moglie di re Mu di Baekje e madre di re Uija. Altre teorie basate sul Samguk Sagi suggeriscono che fu la moglie, invece, di re Dongseong di Baekje, mentre altre ancora affermano che non era neanche una principessa, ma la figlia di un nobile.

- Cognati e loro prole:

1. Kim Yongsu (578-647). Marito della principessa Cheonmyeong, e tredicesimo pungwolju, conosciuto postumo come Grande Re Munheung. La sua prima moglie era la principessa Cheonmyeong; aveva poi altre tre mogli (tra cui anche Seondeok quando era ancora principessa, e la principessa Cheonhwa) e tre amanti.
  1. Kim Chunchu (604-661). Unico figlio e diciottesimo pungwolju, poi re Muyeol.

- Cugini: Kim Seungman. Unica figlia di Gukban, il fratello minore di re Jinpyeong, e della dama Wolmyeong del clan Park (anche conosciuta come dama Ani), poi regina Jindeok.
- Marito: Galmunwang Eum. Appare solo nel Samguk Yusa.

## Rappresentazioni nei media
Seondeok è stata interpretata da Lee Yo-won e Nam Ji-hyun in Seondeok yeo-wang, andato in onda su MBC nel 2009, e da Park Joo-mi e Hong Eun-hee in Dae-wang-ui kkum, andato in onda su KBS1 nel 2012-2013. Compare inoltre insieme ai membri della famiglia reale, da bambina e da adolescente, in Seodong-yo, interpretata da attrici ignote; l'attrice Yoon So-yi le dà voce in Byeongnucheon ("Il braccialetto delle lacrime blu"), un cartone animato in 3D della durata di 20 minuti utilizzato per promuovere la World Culture Expo di Gyeongju del 2011.
A lei è dedicato un volume della serie The Royal Diaries della casa editrice Scholastic datato 2002. Intitolato Sŏndŏk: Princess of the Moon and Stars, Korea, 595 A.D., è scritto da Sheri Holman e si presenta come diario fittizio scritto dalla regina durante la sua infanzia.
Dal 5 al 31 gennaio 2010 è stato rappresentato un musical intitolato Seondeok yeo-wang (선덕여왕?), che si qualifica come remake del serial televisivo di MBC. La regina è interpretata da Yoo Na-young e Lee So-jung.